# كلة أباد (ماجين)
کلة أباد (بالفارسية: کله‌باد) هي قرية تقع في إيران في قسم ماجين الريفي. يقدر عدد سكانها بـ 59 نسمة .